# پرندگان آبزی

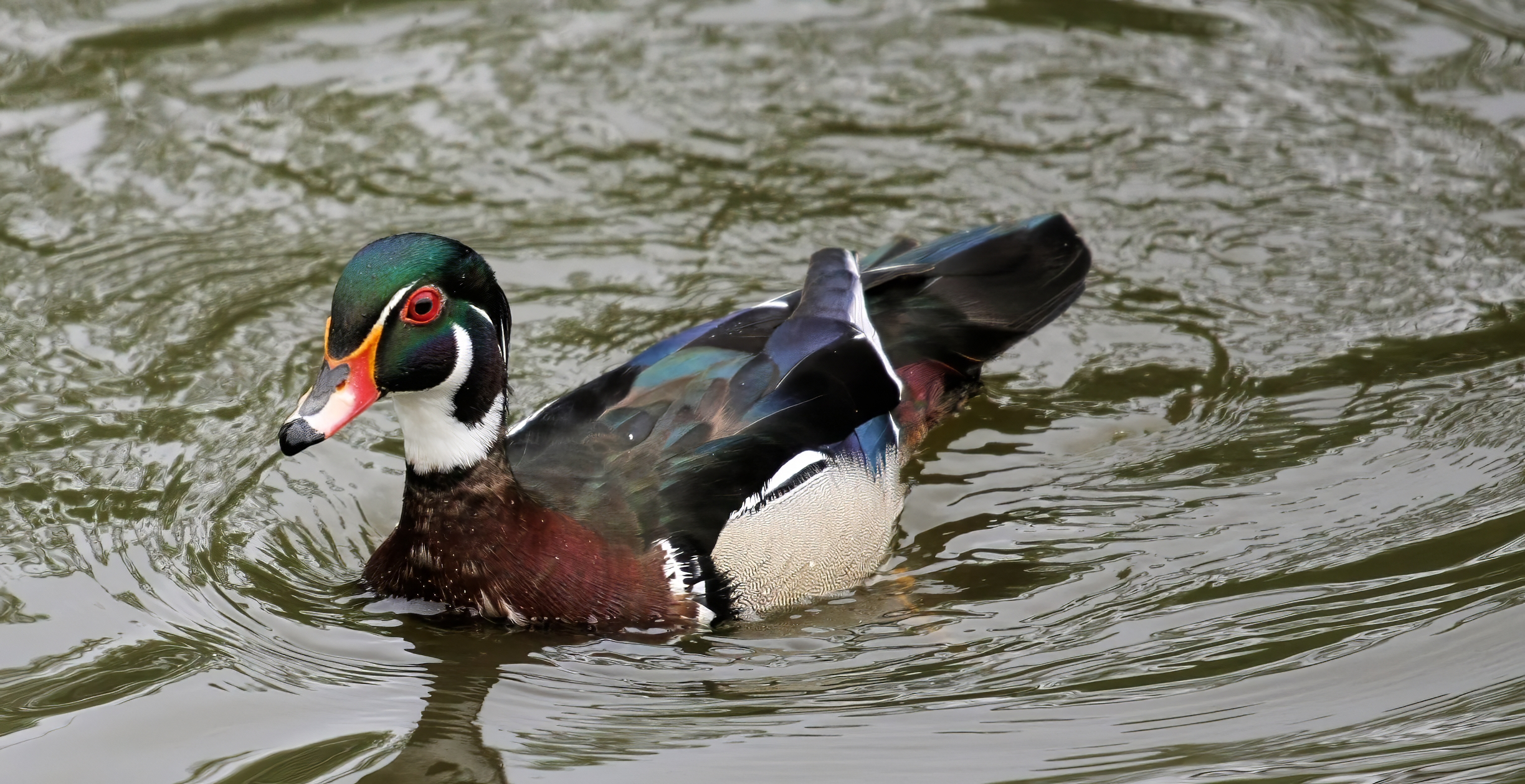
نوعی پرنده آبزی

پرندگان آبزی گروهی از پرندگان وحشی راسته غازسانان، به ویژه خانواده مرغابیان، هستند که شامل مرغابیان پهنه‌چین، اردک‌های شیرجه‌زن، غاز و قو می‌شوند.

## زیستگاه
پرندگان آبزی نزدیک بدنه‌های آبی از جمله رودخانه‌ها، دریاچه‌ها، برکه‌ها، مرداب‌ها، مصب‌ها و دریاها، اغلب یافت می‌شوند. انواع سازگاری‌های مورفولوژیکی و رفتاری به پرندگان آبزی اجازه زنده ماندن و شکوفایی در این شرایط را می‌دهد.

## انواع پرندگان آبزی
پرندگان آبزی همچنین به گونه زیر طبقه‌بندی می‌شود:
- غازسانان (مرغابی‌سانان)

مربوط به اردک‌ها، غازها با صدای بوق زدن مشخص خود متمایز می‌شوند. در طول مهاجرت، دیدن آنها در حال پرواز به شکل V معمول است. یکی از شناخته شده‌ترین گونه‌ها غاز کانادایی است.
- پلیکان‌سانان

پلیکان‌ها پرندگانی بزرگ با منقارهای بلند مشخص و کیسه بزرگی در زیر منقارشان هستند. آنها از این کیسه برای جمع‌آوری ماهی هنگام شنا استفاده می‌کنند.
- پنگوئن‌سانان

در حالی که بیشتر پنگوئن‌ها با نیمکره جنوبی مرتبط هستند و شناگران عالی هستند، اما در محیط‌های آبی معمولی مانند اردک یا حواصیل یافت نمی‌شوند. در عوض، آنها با زندگی دریایی، عمدتاً در آب‌های سرد اقیانوس جنوبی، سازگار شده‌اند.
- کشیم‌سانان
- شیرجه‌روسانان (غواص‌سانان)
- کلنگ‌سانان (درناسانان)
- سلیم‌سانان

## نقش پرندگان آبزی مهاجر در انتشار آنفلوانزا
پرندگان آبزی به عنوان مخزن ویروس‌های آنفلوانزا در نظر گرفته می‌شوند و می‌توانند این ویروس‌ها را در هنگام مهاجرت از مکانی به مکان دیگر منتقل کرده و سبب آلوده شدن مرغداری‌های آن منطقه و بروز خسارت اقتصادی شوند. به همین جهت، انجام اقدامات زیستی، مدیریت صحیح و داشتن اطلاع از شیوه مهاجرت این پرندگان دارای اهمیت بسیار است.